# 飯田菜奈
飯田 菜奈（いいだ なな、1986年7月11日 - ）は、仙台放送 (OX) のアナウンサー。
東京都大田区出身。立教大学文学部心理学科を卒業後、2009年4月1日に仙台放送に入社。

## 担当番組
- 川島隆太教授のテレビいきいき脳体操 - MC（2011年4月 - ）
- あらあらかしこ - MC（2011年5月 - ）
- 仙台放送みんなのニュース
- MiMiよりマーケット - MC（2016年4月[3] - ）
- 仙台放送 Live News it!（不定期）
- 仙台放送NEWS